# Apanteles nioro
Apanteles nioro är en stekelart som beskrevs av Jean Risbec 1951. Apanteles nioro ingår i släktet Apanteles och familjen bracksteklar. Inga underarter finns listade i Catalogue of Life.